# ويلبر أندروود
ويلبر أندروود (بالإنجليزية: Wilbur Underwood)‏ هو شاعر أمريكي، ولد في 1874، وتوفي في 1935.